# Amplificador de càrrega
Un amplificador de càrrega és un integrador de corrent electrònic que produeix una sortida de tensió proporcional al valor integrat del corrent d'entrada, o la càrrega total injectada.

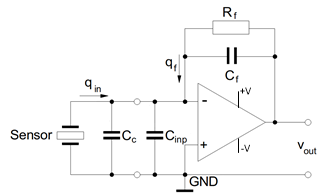
Esquema d'un amplificador de càrrega amb un sensor piezoelèctric

L'amplificador compensa el corrent d'entrada mitjançant un condensador de referència de retroalimentació i produeix una tensió de sortida inversament proporcional al valor del condensador de referència però proporcional a la càrrega total d'entrada que flueix durant el període especificat. Per tant, el circuit actua com un convertidor de càrrega a tensió. El guany del circuit depèn dels valors del condensador de retroalimentació.
L'amplificador de càrrega va ser inventat per Walter Kistler l'any 1950.

## Disseny

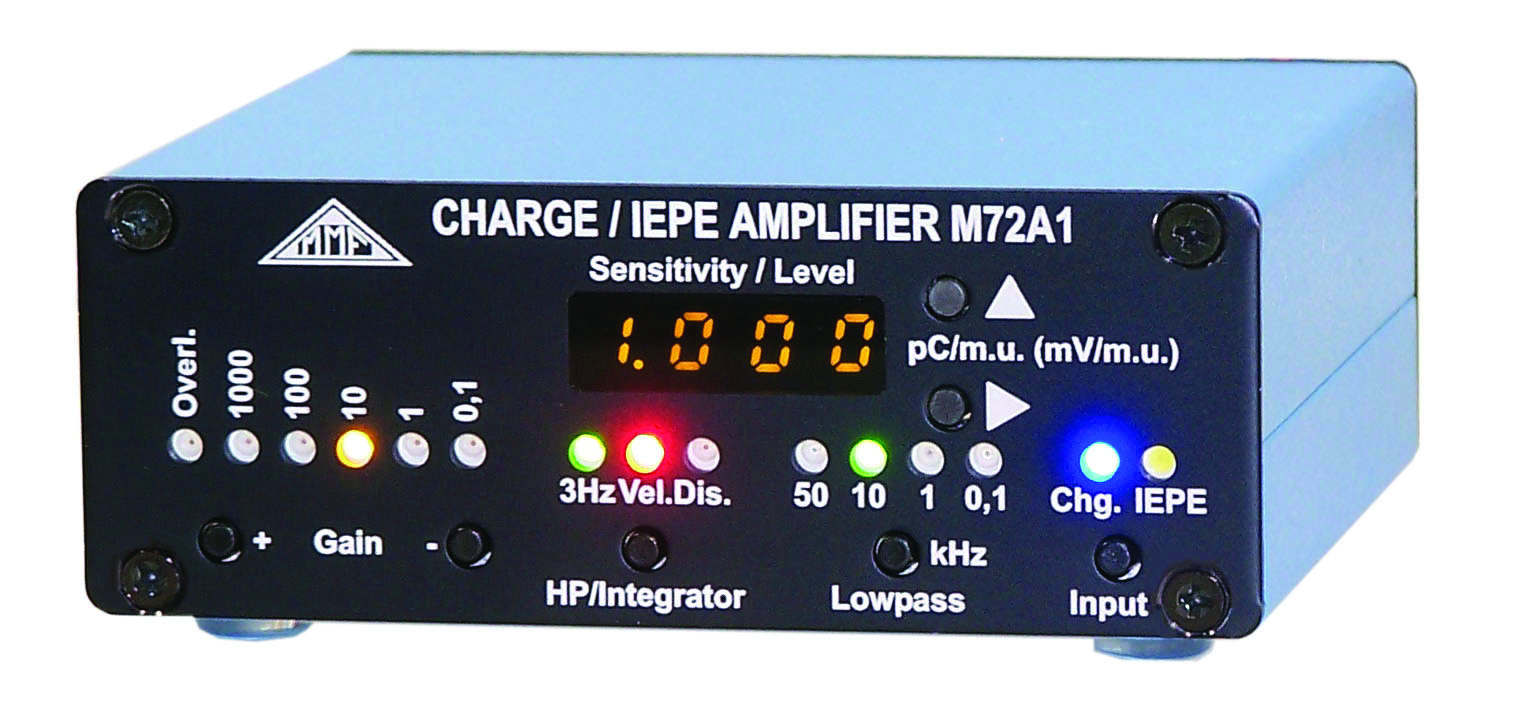
Amplificador de càrrega per a sensors piezoelèctrics

Els amplificadors de càrrega normalment es construeixen utilitzant un amplificador operacional o un altre circuit semiconductor d'alt guany amb un condensador de retroalimentació negativa Cf.
Al node inversor flueixen el senyal de càrrega d'entrada qin i la càrrega de realimentació qf de la sortida. Segons les lleis de circuits de Kirchhoff es compensen mútuament.
{\displaystyle q_{in}=-q_{f}}
La càrrega d'entrada i la tensió de sortida són proporcionals amb signe invertit. El condensador de retroalimentació C f estableix l'amplificació.
{\displaystyle v_{out}={\frac {q_{f}}{C_{f}}}=-{\frac {q_{in}}{C_{f}}}}
La impedància d'entrada del circuit és gairebé zero a causa de l'efecte Miller. Per tant, totes les capacitats perdudes (la capacitat del cable, la capacitat d'entrada de l'amplificador, etc.) estan pràcticament connectades a terra i no tenen cap influència en el senyal de sortida.
La resistència de retroalimentació R f descarrega el condensador. Sense Rf, el guany de CC seria molt alt, de manera que fins i tot el petit corrent de compensació d'entrada de CC de l'amplificador operacional semblaria molt amplificat a la sortida. Rf i Cf estableixen el límit inferior de freqüència de l'amplificador de càrrega.
{\displaystyle f_{l}={\frac {1}{2\pi R_{f}C_{f}}}}
A causa dels efectes de CC descrits i de les resistències d'aïllament finites en amplificadors de càrrega pràctics, el circuit no és adequat per a la mesura de càrregues estàtiques. Els amplificadors de càrrega d'alta qualitat permeten, però, mesures quasi estàtiques a freqüències inferiors a 0,1 Hz. Alguns fabricants també utilitzen un interruptor de reinici en lloc de Rf per descarregar manualment C f abans d'una mesura.
Els amplificadors de càrrega pràctics solen incloure etapes addicionals com amplificadors de tensió, ajust de la sensibilitat del transductor, filtres de pas alt i baix, integradors i circuits de control de nivell.
Els senyals de càrrega a l'entrada d'un amplificador de càrrega poden ser tan baixos com alguns fC (FemtoCoulomb = 10 −15 C). Un efecte paràsit dels cables de sensors coaxials comuns és un canvi de càrrega quan el cable està doblegat. Fins i tot un lleuger moviment del cable pot produir senyals de càrrega considerables que no es poden distingir del senyal del sensor. S'han desenvolupat cables especials de baix soroll amb un recobriment conductor de l'aïllament interior per minimitzar aquests efectes.

## Aplicacions
Les aplicacions habituals inclouen l'amplificació de senyals de dispositius com sensors piezoelèctrics i fotodíodes, en els quals la sortida de càrrega del dispositiu es converteix en una tensió.
Els amplificadors de càrrega també s'utilitzen àmpliament en instruments que mesuren la radiació ionitzant, com el comptador proporcional o el comptador de centelleig, on s'ha de mesurar l'energia de cada pols de radiació detectada a causa d'un esdeveniment ionitzant. La integració dels polsos de càrrega del detector dóna una traducció de l'energia del pols d'entrada a una sortida de voltatge màxim, que després es pot mesurar per a cada pols. Normalment això passa als circuits de discriminació o a un analitzador multicanal.
Més aplicacions es troben en els circuits de lectura d'imatges CCD i matrius de detectors de raigs X de panell pla. L'amplificador és capaç de convertir la càrrega molt petita emmagatzemada dins d'un condensador de píxels a un nivell de tensió que es pot processar fàcilment. Alguns amplificadors de pastilles de guitarra també utilitzen amplificadors de càrrega.
Els avantatges dels amplificadors de càrrega inclouen:
- Permet mesures quasiestàtiques en determinades situacions, com ara pressions constants sobre un piezoel·lo que duren diversos minuts.[3]
- Els transductors piezoelèctrics amb sortida de càrrega i amplificadors de càrrega externs es poden utilitzar a temperatures més altes que els que tenen electrònica interna.[3]
- El guany només depèn del condensador de retroalimentació, a diferència dels amplificadors de tensió, que es veuen molt afectats per la capacitat d'entrada de l'amplificador i la capacitat paral·lela del cable.[3][4]